# Coleophora narbonensis
Coleophora narbonensis é uma espécie de mariposa do gênero Coleophora pertencente à família Coleophoridae.